# Livan S6 Pro
Der Livan S6 Pro ist eine ausschließlich in Russland vermarktete Limousine der aus Lifan hervorgegangenen Marke Livan. Die Marke gehört zum chinesischen Geely-Konzern.

## Geschichte
Das Fahrzeug basiert auf dem 2016 in China eingeführten GL der Marke Geely. Die Markteinführung erfolgte im Oktober 2023 gemeinsam mit dem Sport Utility Vehicle Livan X6 Pro. Infolge des russischen Überfalls auf die Ukraine im Februar 2022 zogen sich viele westliche Automobilhersteller vom russischen Markt zurück. Im Gegenzug erweiterten chinesische Hersteller ihr Angebot in Russland.

## Technische Daten
Angetrieben wird der S6 Pro von einem 1,5-Liter-Ottomotor, der 108 kW (147 PS) oder 128 kW (174 PS) leistet. Beide Motorisierungen haben Vorderradantrieb und ein 7-Stufen-Doppelkupplungsgetriebe. Es gibt die drei Ausstattungsvarianten Luxury, Premium und Flagship.
|                                             | S6 Pro                           |                                  |
| Bauzeitraum                                 | seit 10/2023                     | 10/2023–04/2025                  |
| Motorkenndaten                              |                                  |                                  |
| Motortyp                                    | R4-Ottomotor                     | R4-Ottomotor                     |
| Motoraufladung                              | Turbolader                       | Turbolader                       |
| Hubraum                                     | 1499 cm³                         | 1499 cm³                         |
| max. Leistung bei min−1                     | 108 kW (147 PS) / 5500           | 128 kW (174 PS) / 5500           |
| max. Drehmoment bei min−1                   | 270 Nm / 2000–3500               | 290 Nm / 2000–3500               |
| Kraftübertragung                            |                                  |                                  |
| Antrieb                                     | Vorderradantrieb                 | Vorderradantrieb                 |
| Getriebe                                    | 7-Stufen-Doppelkupplungsgetriebe | 7-Stufen-Doppelkupplungsgetriebe |
| Messwerte                                   |                                  |                                  |
| Höchstgeschwindigkeit                       | 190 km/h                         | 190 km/h                         |
| Beschleunigung, 0–100 km/h                  | 8,8 s                            | 8,4 s                            |
| Kraftstoffverbrauch auf 100 km (kombiniert) | 6,3 l Super                      | 6,3 l Super                      |
| Tankinhalt                                  | 55 l                             | 55 l                             |